# 家家有腦電腦循環促進學習計劃
「家家有腦」電腦循環促進學習計劃（Computer Recycling Scheme）是香港一個由教育統籌局及香港社會服務聯會主辦的計劃，並由20多家合作夥伴共同協作。計劃2005年6月獲得立法會撥款4930萬元推行，在2005至2006年和2006至2007年學年開展，為估計約2萬個學生提供服務。現時計劃已經終止，但仍有其他志願機構（例如：明愛）還在推行類似的計劃。

## 目的
計劃主要目的是協助有需要學生在家中利用電腦促進學習，希望鼓勵家長引導子女正確使用資訊科技，以及透過回收及翻新電腦，減少資訊科技廢物。對象是小一至中七、家中沒有電腦或需要上網服務的學生，所有申請都須要由學校指定老師、學校社工或社會福利機構註冊社工推薦。

## 計劃內容
申請人可依照個別情況在兩個計劃中（計劃A或計劃B）作出選擇。計劃A服務包括全部四個部份，分別是提供 翻新電腦及所需軟件、保養維修及技術支援熱線、家長 IT 培訓及家訪 及 寬頻上網；計劃B服務只有兩個部份，分別是 寬頻上網 及 家長 IT 培訓及家訪。
- 提供翻新電腦及所需軟件：計劃會免費給予成功申請者翻新的電腦及所需軟件，翻新電腦的會具備一定規格，而且會預先安裝一些基本軟件，包括中文版Windows 2000、MS Works 7.0和防毒軟件。計劃所提供的電腦是循環再造的，由社會各界人士捐贈，再經相關機構進行翻新，才送予申請者。

- 保養維修及技術支援熱線：提供免費保養維修及技術支援服務一年，如果電腦出現問題，成功申請者可致電熱線或親身到相關機構查詢。

- 家長IT培訓及家訪：為家長安排約三小時的IT培訓課程，讓家長們學習基本電腦操作、使用電腦而產生衝突的處理技巧和網上安全等。除此之外，計劃會安排進行家訪，目的是要了解成功申請者電腦的使用情況及相關問題等，也為他們提供情緒上的支援。

- 寬頻上網：為成功申請者免費提供一年寬頻上網服務，如果一些地區未有鋪設寬頻網絡，將會改為撥號上網。

## 參看
- 數碼鴻溝